# Manzini Sea Birds Football Club
El Manzini Sea Birds Football Club es un equipo de fútbol de Suazilandia que juega la Premier League de Suazilandia, la liga más importante en el país.

## Historia
Fue fundado en el 1987 en Manzini, la ciudad más poblada en el país. Debutó en 2010-11 en la Primera División Nacional de Suazilandia, la segunda división en el país. En 2011-12 lograría el ascenso histórico a la Premier League de Suazilandia.
En la temporada 2015-16 de la Copa de Suazilandia logró avanzar hasta los cuartos de final, donde quedarían elimados por Red Lions FC en la serie de penales de 4:2, luego de empatar a 0:0.

## Estadio
Actualmente juega en el Centro Deportivo Mavuso con la capacidad de 5,000 espectadores.